# Folktro

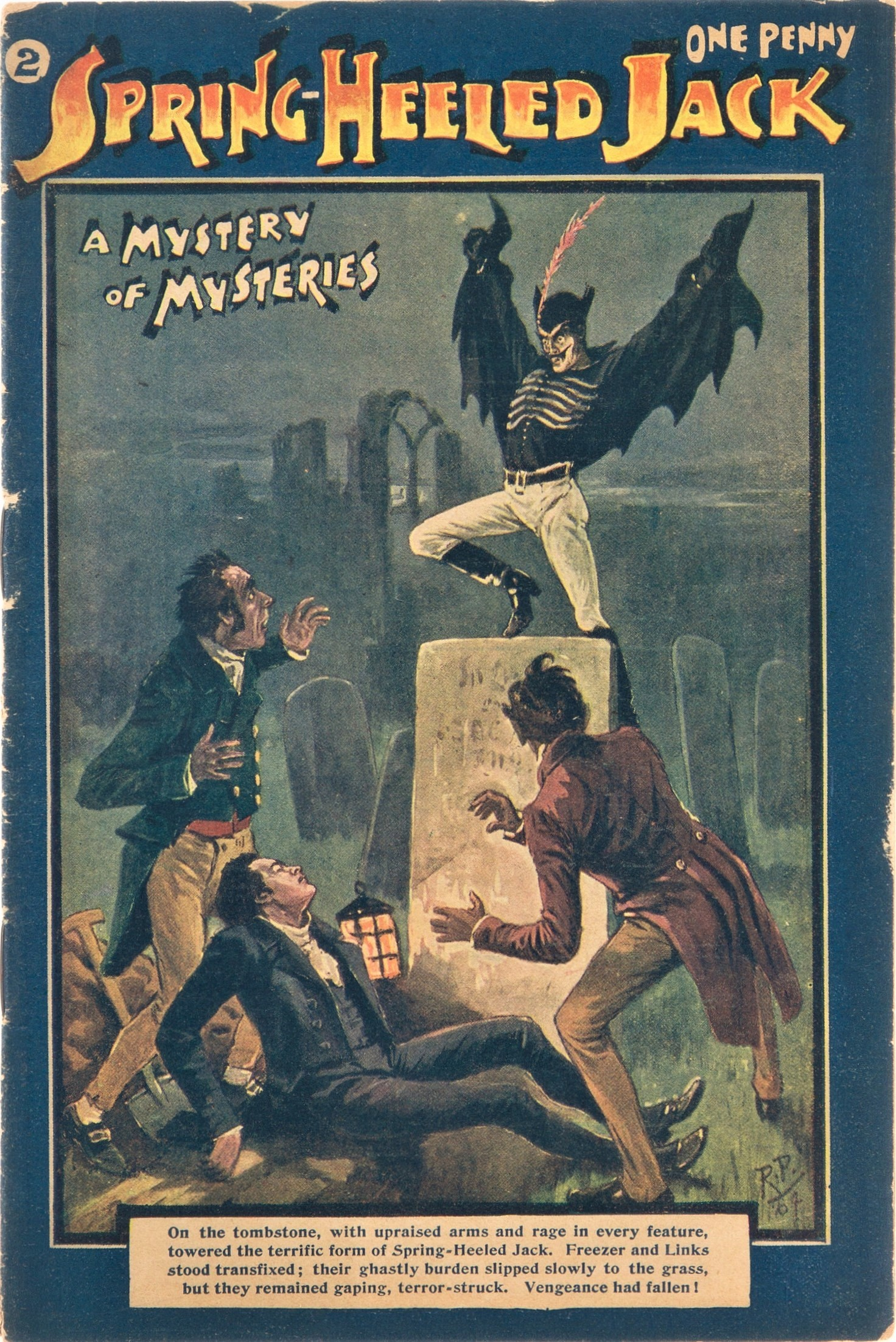
Spring Heeled Jack är en figur i brittisk folktro.

Folktro är ett samlingsnamn på folkliga trosuppfattningar utan vetenskaplig grund som folk tror på ändå. Ett grundläggande exempel på vanlig folktro är spöken. Det kan ytterligare indelas efter geografiskt område med en begränsad etnicitet, exempelvis såsom nordisk folktro.

## Bakgrund (nordiska folktron)
Den nordiska folktron formades inom bondesamhällets diktning och berättarstruktur och fungerade främst som ett rättesnöre för människorna. Den är inte som i kristendomen en etablerad religion utan bygger på äldre hedniska föreställningar vilka blivit uppblandade med kristna eller andra religiösa värderingar. Folktron består av olika genrer som visor, ordspråk, sagor, sägner, folkminnen och folkliga traditioner. Även folkmedicin med dess sedvänjor och kloka gubbar och gummor hör till folktron. Tillsammans bildar dessa ett brett och varierat spektrum. En del aspekter består av djupt rotade och spridda traditioner medan somliga inslag räknas som skrock, skrönor och vidskepelse. De senare innehåller negativa värderingar.
En så kallad klintbergare tillhör den moderna folktron och är en typisk form av vandringssägen.

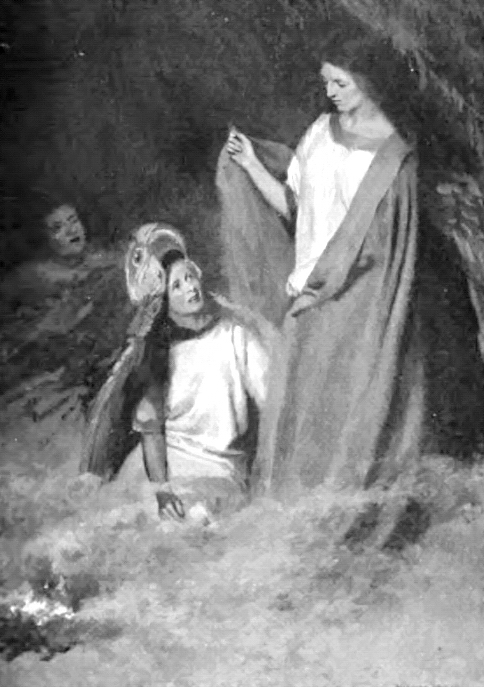
Kvinnor med djuriska egenskaper är vanliga. Här fågelkvinnor från Mexiko och Perus folktro.

## Väsen inom den nordiska folktron
Inom den nordiska folktron finns en mängd olika väsen, varav några går under beteckningen oknytt. En del av dessa trodde man kunde göra sig osynliga eller genom förtrollning byta gestalt. Vid gården fanns vättar eller en gårdstomte, i skogen rådde skogsrået och i bergen bodde trollen och nere på dalgångarnas sanka ängar samlades skira älvor till dans i skymningen. Gotland hade ett särskilt skogsväsen som kallades bysen. I vattendrag och sjöar vistades näcken, bäckahästen och sjörået. Naturen var besjälad med rådare som var och en rådde inom sitt speciella område. Lyktgubbarna vaktade ägornas rågränser och inom fäbodkulturen i norra och mellersta Sverige höll vittrorna till - i Norge huldran. Bland Islands väsen var alverna de vanligaste, och där är folktron ännu så utbredd att man till och med tar hänsyn till alvernas boningar när man bygger nya vägar. 
Till de gestalter som ibland kunde vara hjälpsamma hörde gårdstomten, skogsrået, gruvrået och kvarngubben. Om de däremot kände sig missnöjda kunde de åsamka skadegörelse. Förtrollade föremål som bjäror eller mjölkharar tillverkas av trollkunniga packor för att tjuvmjölka grannens kor. Några väsen som uppträder i djurgestalt är förutom bäckahästen, varulven, gloson, kyrkogrimen och lindormen.

## Exempel på skrock
En del skrockfulla idéer går ut på att vissa beteenden eller möten skulle påverka väder, ge tur eller otur och då särskilt inom sjöfart, jakt, fiske och jordbruk, men även inom det vardagliga livet rönte ett särskilt tillvägagångssätt en stor betydelse, liksom att vara uppmärksam och spåra tydor i sin omgivning.
Ett svenskt exempel är att dödande av spindlar leder till regn. Bland mer internationell skrock är myter om otur, såsom att krossa en spegel, gå under en stege, se en svart katt korsa gatan eller att fredagen den trettonde är en otursdag. Att kontra sådant är bland annat att kasta salt över axeln när det sker.

## Husdjurens plats i svensk folktro - 1700-tal, 1800-tal

### Hunden

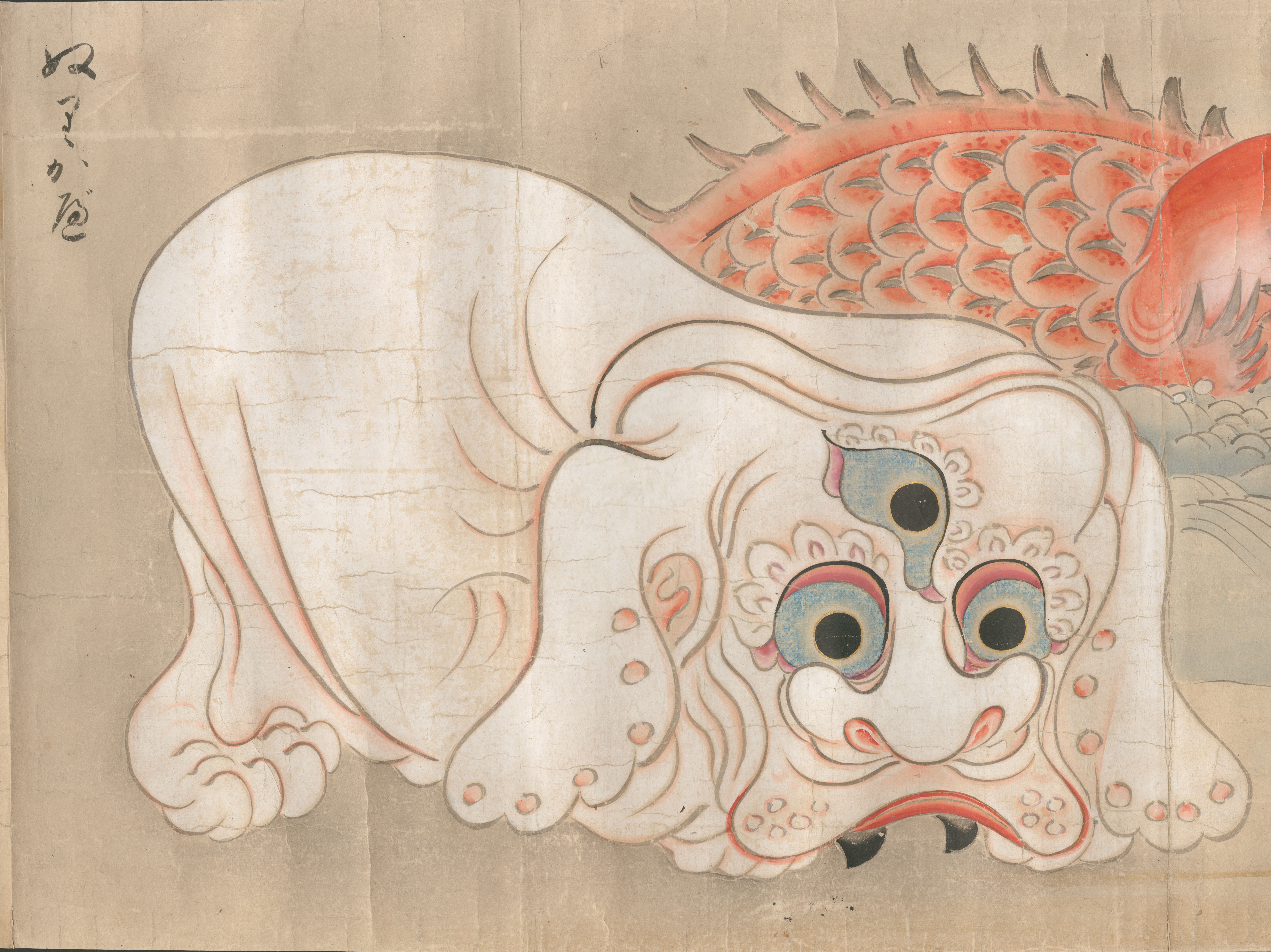
Den treögda andehunden Nurikabe från den japanska 1700-talssägnen Bakemono no e.

Hundar har följt oss ända sen vi invandrade till Sverige, och därför är det inte konstigt att hunden blivit en del av den svenska folktron som ett föremål med olika tolkningar och föreställningar.
Inom hundar fanns många tankar över hur man skulle välja den starkaste och bästa valpen för gården. Det sas att för att ta reda på vilken valp som var bäst så skulle den väljas av en blind. Den valp i kullen som öppnade ögonen sist var bäst, och man skulle inte riva upp ögonen på en valp då valpen i det fallet skulle bli vittersynt, vilket kan tänkas betyda att de kunde se vittror alltså ett osynligt folk från underjorden. Första kullen valpar skulle dock alltid dödas då de inte ansågs duga. Det närmsta man kan finna annars om ordet vitter är vitterhet, vilket definieras som "ett ålderdomligt ord för humanistisk bildning, poesi, skönlitterär prosa och retorik"[källa behövs]. Eftersom valpar i vanliga fall inte anses kunna de humanistiska ämnena, och vidare så anses inte den humanistiska bildningen som någonting negativt är detta högst osannolikt vad författaren menar i sitt verk när de använder ordet "vittersynt".
Under 1870-talet ansåg man i vissa delar av landet att ge en valp ett getingbo, blod av en tupp eller sätta honom på en kvarnsten som fick gå omkring tre slag gjorde denna ond, men om man då flyttade valpen eller lät den byta ägare skulle ilskan försvinna. Om man skulle göra sig av med eller ta emot en hund var man däremot tvungen att ge en slant för hunden, än om en slant med oväsentligt värde, annars skulle inte valpen trivas.
Det fanns specifika ritualer för att få en bra jakthund, och för vissa var det viktigt att räkna tänderna. Det skrivs i Ångermanland hur hunden bör ha tolv tänder mellan betarna för att anses vara duglig som jakthund. Sedan för att öka modet på hunden i fråga ansågs man kunna ge denna blod och ett hjärta från en björn för att öka modet mot björnar, och när det kom till älgar skulle hunden ha mulen. För att stärka en björnhund ansågs man kunna skära loss den vita halsringen från huden av unga björnar och knyta den kring björn-hundens hals, dock för att få en riktigt god jakthund skulle man ta hår från en dylik, bränna detta till aska och sedan ge detta till sin hund i maten.
Brödritualer i olika former användes i Sverige för att se till att en hund skulle hålla sig trogen sin husbonde. Den vanligaste av dessa var att hålla en bit bröd i sin vänstra armhåla tills denna blir fuktad med svett, sedan gavs den till hunden i fråga. I samband med givandet av brödet så var det vanligt att kasta någon slags besvärjelseformel, en version av detta skulle vara "Såvitt som fan följer länsman, så visst som din svans följer dig, så skall du alltid följa mig."
Andra versioner av ritualen innebar att sticka hål på lillfingret på ens vänstra lillfinger, droppa tre droppar blod på brödbiten och sedan hålla den tre gånger under vänstra armen i kyrkan. Samma resultat ansågs kunna nå även genom att föra en brödbit runt vänstra handleden med sin högra hand tre gånger, uttala besvärjelsen "nu skö du fålj mig, juss som fan fålj lanseman ätte lande" och sist innan man matade hunden med brödet skulle man kasta sitt vatten på det.[källa behövs]
Det fanns såklart andra ritualer som enligt folktro ansågs kunna hjälpa en hund hålla sig trogen. Man kunde stryka en hund över ryggen mothårs med en sopkvast ute i förstugan, sedan kasta kvasten genom dörren över vänstra axeln. Mer exakt skulle denna ritual se till så att hunden inte skulle rymma.
Om man skulle hamna i en situation där man skulle känna sig hotad av en hund skulle man genast ta av sig sin mössa, ta den i munnen och sen på alla fyra springa mot hunden. Detta skulle skrämma hunden och den skulle fly.

### Katten
När det kommer till katter fanns mer misstro för djuren. Om katten ej trivdes på en gård var gården dåligt ställd och hatade man katter så skulle man få olycka på gården, då katter ansågs ha bekantskap med trollen i bergen som de troddes ofta besöka.
I Västmanland bland annat så fanns det en tro att man skulle behöva hugga av spetsen av svansen på katten för att annars skulle den dra hem ormar.
Det fanns självfallet även positiva saker med katten, så som helande ritualer och liknande. Man kastade även in katten först i vissa områden när man flyttade till en ny bostad till exempel. Då skulle katten samla upp allt befintligt ont.
Mot Småland  och Halland så ansåg man att om man höll en katt fet och såg till att den trivdes på gården skulle det bli samma förhållande med resten av gårdens djur.[källa behövs]
Om en ko var sjuk trodde man att man kunde dra en katt längs hennes sida och då skulle kon i fråga bli frisk igen. Liknande var med kreatur som inte verkade vilja trivas. Då skulle man kasta katten på det sjuka djuret tre torsdagar i rad.
Jämfört med hunden ansåg man att katten hade större talang inom spådom.
Väderspådom var vanligt i samband med katten. Man ansåg i olika delar av Sverige att om katten skrapar på träd, möbler eller väggar så skulle det bli dåligt väder och för att veta vilket håll vädret kom från skulle man titta på vilket håll katten hade bakdelen mot när den rev klorna i en stubbe. I Sverige, likt Danmark, var att om katten tvättade sig bakom öronen var det ett tecken på regn.
Någonting som än idag ligger kvar i delar av Sverige är att om man inte spottar tre gånger efter mött en katt så skulle man få otur, mer specifikt ramla omkull innan man kommit sig hem. Om katten sprang över vägen skulle man även då spotta tre gånger, annars skulle katten spå förargelse. Detta var dock ofta bara av vikt om katten kom från höger. Om en katt skulle stryka sig mot en främmande byggnad ansågs folket som bodde där vara falska.
En bjära var vad man sa var ett väsen som tillhörde en häxa. Häxan använde detta väsen för att stjäla mjölk från grannar, och för att få en av dessa väsen så kunde häxan skapat den från till exempel ett garnnystan eller direkt fått den från djävulen. Bjäran ansågs vara olika saker beroende på var i Sverige man bodde och i Dalarna så ansåg man att bjäran kunde vara en katt. Häxan och bjäran ansågs ha ett speciellt band, då det sas om man skadade bjäran skulle även skaparen eller ägaren skadas. Detta var dock svårt för bjäran troddes vara snabb som vinden.